# Mikołaj Hieronim Sieniawski

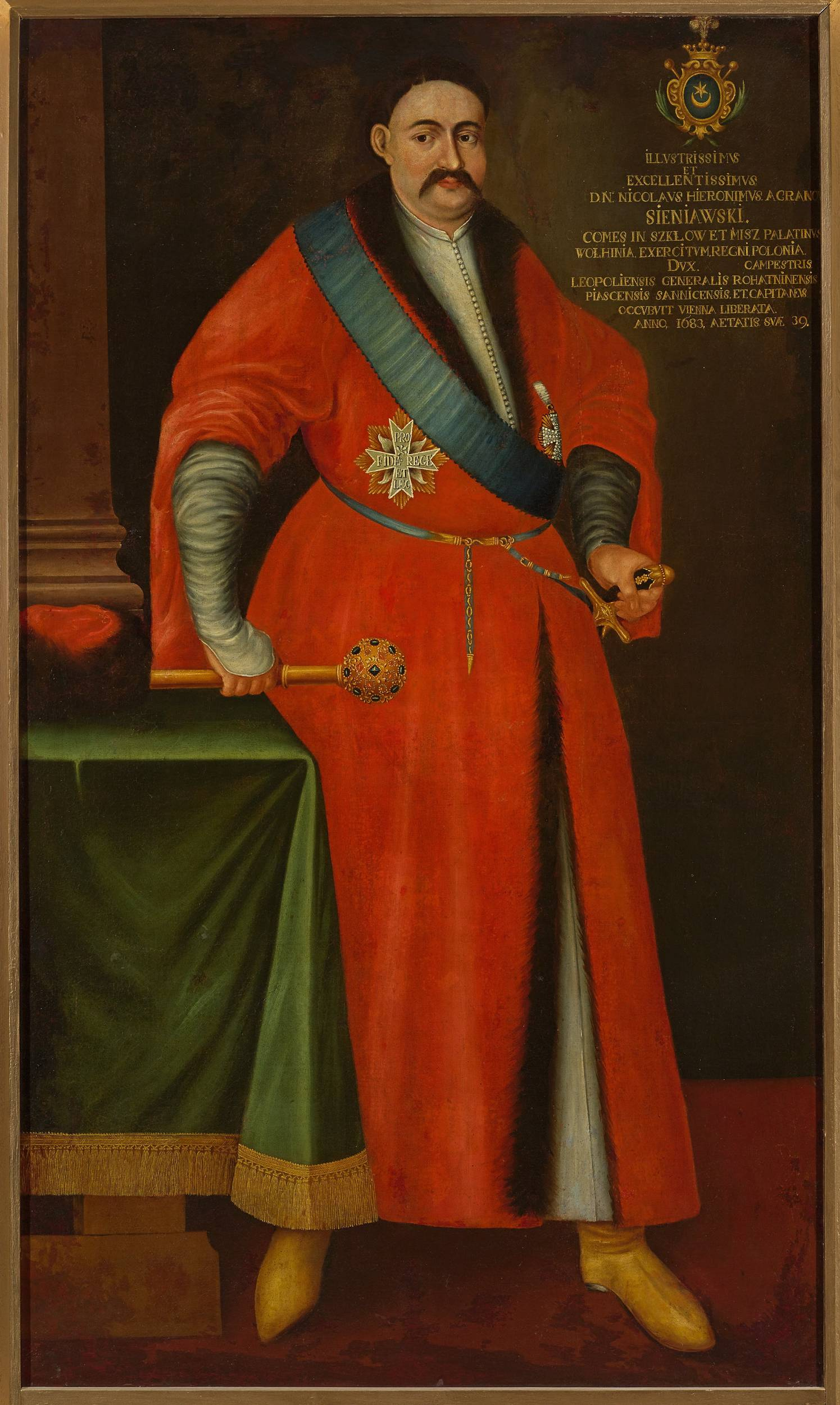
Mikołaj Hieronim Sieniawski, den Hetmansstab in der rechten Hand haltend

Mikołaj Hieronim Sieniawski (deutsch Nikolaus Hieronimus Sieniawski; * 1645; † 15. Dezember 1683 bei Wien) war ein polnischer Adeliger, Beamter im Staatsdienst und Feldhetman der polnischen Krone aus dem Adelsgeschlecht der Sieniawskis.

## Leben
Mikołaj Hieronim entstammte dem polnischen Hochadelsgeschlecht der Sieniawskis und war der Sohn von Adam Hieronim Sieniawski († 1650) und der Wiktoria Elżbieta Sieniawska († 1670), geborene Potocka.
Als Armeekommandeur diente er unter König Johann II. Kasimir und kämpfte auf der Seite des Königs gegen rebellische Kosaken in der Ukraine und gegen die Tatarenvölker. Außerdem war er ein Gegner der Lubomirski-Konföderation, die vom Fürsten Jerzy Sebastian Lubomirski ausgerufen wurde. Er beteiligte sich 1673–1674 an militärischen Operationen in Podolien und der Moldau während des Osmanisch-Polnischen Krieges 1672–1676, wo man gegen die türkische Invasion vorging. 1682 erhielt er die Feldhetmanswürde der polnischen Krone und wurde zwei Jahre zuvor zum Wojewoden von Wolhynien ernannt. Nachdem König Jan III. Sobieski die Königswahl gewann, stellte er sich auf dessen Seite und kämpfte mit ihm unter anderem in der Schlacht bei Podhajce 1667 gegen die Krimtataren und Doroschenko-Kosaken sowie in der Schlacht bei Chocim 1673 gegen die Osmanen. Gegen Ende seines Lebens schließlich auch in der Schlacht um Wien 1683, bei der er im Lager an einer dort herrschenden Seuchenepidemie verstarb.

## Staatsdienst
Sieniawski bekleidete im Königreich Polen verschiedene Staatsämter. So war er „Großwächter der polnischen Krone“ (polnisch strażnik wielki koronny, lateinisch praefectus excubiarum seu vigiliarum) ab 1666, Offizier der polnischen Streitkräfte im Rang eines Obersts ab 1667, „Großbannerträger der polnischen Krone“ (polnisch Chorąży wielki koronny, lateinisch vexillifer regni) ab 1668, „Hofmarschall der polnischen Krone“ (polnisch Marszałek nadworny koronny, lateinisch mareschalus curiae) ab 1674, Sejm-Marschall 1676, Wojewode von Wolhynien ab 1680, Feldhetman der polnischen Krone ab 1682, sowie Starost von Lemberg, Radom, Rohatyn und Piaseczno.

## Ehe und Nachkommen
Mikołaj heiratete 1662 Maria Cecilia Sieniawska, geborene Prinzessin Radziwiłł, mit ihr hatte er drei Kinder:
- Adam Mikołaj Sieniawski (1666–1726), polnischer Beamter und Feldherr;
- Johanna Sieniawska (nach 1662–nach 1712), verheiratet 1695 mit Stefan Potocki († 1726), Wojewode von Bels, Starost von Trembowla und Kaniów etc.;
- Teofila Sieniawska (1677–1754), verheiratet 1698 mit Aleksander Jan Jabłonowski (1670–1723), Träger verschiedener Ämter im Königreich Polen unter anderem Starost;

## Galerie

Das Wappen der Sieniawskis, Wappengemeinschaft Leliwa